# Alternativní média
Alternativní média jsou taková média, která se liší od zavedených nebo dominantních typů médií z hlediska obsahu, produkce a distribuce. Alternativní média mají mnoho forem, zahrnujících audio, tisk, internet, video a také pouliční umění.
Na rozdíl od masových mainstreamových médií mají alternativní tendenci být nekomerčními projekty, které zastávají zájmy vyloučených z mainstreamu, například chudé, politické a etnické menšiny atd. Alternativní média tímto pomáhají sociálním skupinám posilovat jejich identitu a šířit jejich názory mezi širší veřejnost. S těmito cíli se alternativní média zařazují mezi státní/veřejná média a soukromá média

## Alternativní média v České republice
I přes nepříliš striktní definici toho, jak má alternativní médium vypadat, média odpovídající tomuto popisu v České republice v podstatě neexistují. Některá média se za alternativní mohou sama ve svých publikacích označovat. Ve skutečnosti ale znaky alternativních médií vykazují pouze okrajově a svým charakterem připomínají média mainstreamová, nebo se jedná o dezinformační weby.
Důvodů pro neexistenci opravdového alternativního média v České republice je zcela jistě mnoho, ale hlavním z nich je odkaz komunistického totalitního režimu a občanská společnost, která se pod jeho vlivem nebyla schopna patřičně rozvíjet. Provozování komunitních či alternativních médií bylo za totality značně omezeno, a pokud bylo povoleno, podléhalo striktní kontrole. I proto se dnes lidé ve své soukromé sféře orientují spíše na přátele a rodinu, veřejná sféra od ní zůstává oddělena a občanské organizace, které existují, se zaměřují spíše na aktivity pro své členy, než aby byly platformami pro veřejný diskurz.

## Alternativní média a politika
Donedávna panovalo přesvědčení, že rozvoj internetu a s ním se rozvíjející společenský diskurz a účast občanů na tvorbě médií bude působit na upevňování demokratického smýšlení pouze pozitivně. Dnes jsou ale politicky orientovaná média, která se za alternativní považují, spojována s fake news. Jsou označována jako platformy usilující o celkové zboření a přestavění společenského systému. Toto tvrzení se ovšem nedá aplikovat u všech politicky orientovaných alternativních médií, jelikož některá se snaží o pouhé změny v rámci mainstreamu nebo se proti systému nevymezují vůbec.
Co se týče protisystémovosti alternativních médií, existují 2 druhy: ideologická a vztahová. Ideologická anti-systémovost se projevuje naprostou neslučitelností s mainstreamem. Média, která jsou vztahově anti-systémová, jsou proti systému pouze ve vztahu k mainstreamu a snaží se o změnu v rámci etablovaného systému. Vztahově anti-systémová média se také označují jako polarizační a těší se pozornosti mainstreamu a tudíž mají šanci mainstream ovlivnit, kdežto ideologicky anti-systémová média, která jsou s mainstreamem neslučitelná tuto pozornost nemají a tudíž jsou irelevantní.